# 周占鳌
周占鳌（1936年—），男，甘肃酒泉人，中华人民共和国石油工人、政治人物，曾任第四、五、六、七、八届全国人大代表，第五、六、七、八届全国人大常委会委员。